# Jakub Karyś
Jakub Karyś (ur. 13 marca 1970 w Krakowie) – polski działacz społeczny, nauczyciel, publicysta, producent i reżyser telewizyjny, filmowiec, od 2019 przewodniczący Komitetu Obrony Demokracji.

## Życiorys

### Pochodzenie
Jego rodzice byli architektami, ojciec był asystentem na Politechnice Krakowskiej.

### Edukacja
W 1989 roku ukończył I Liceum ogólnokształcące w Rzeszowie. W latach 1989–1996 studiował na Uniwersytecie Jagiellońskim kolejno germanistykę i filozofię. Studiów nie zakończył dyplomem.

### Praca nauczycielska i w telewizji
W latach 1994–2000 był nauczycielem języka niemieckiego w Społecznej Szkole Podstawowej nr 6 i gimnazjum nr 6 oraz IX LO w Krakowie.
W latach 1997–2013 pracował w TVN jako scenarzysta, reżyser i producent telewizyjny. Produkował między innymi show „Kuchenne rewolucje”. Dla Polsatu reżyserował show „Top Chef”. Był twórcą filmów dokumentalnych prezentowanych i nagradzanych na międzynarodowych festiwalach – od Krakowa, Warszawy, Łodzi, Katowic, Lublina po Paryż, Chicago czy Aszkelon. Tworzył filmy reklamowe.

### Działalność społeczna i polityczna
W 2014 roku był założycielem i został szefem Instytutu Kulturalnego im. Chune Goldberga w Rzeszowie. Pod koniec 2015 roku aktywnie zaangażował się w działalność najpierw jako koordynator, potem jako przewodniczący Regionu Podkarpackiego Komitetu Obrony Demokracji (KOD) oraz delegat na Walne Zebrania Delegatów Komitetu Obrony Demokracji. W 2017 roku został przewodniczącym Rady Regionów KOD. W 2017 założył i został prezesem zarządu fundacji SaveOneChild. Do 2019 prowadził w Rzeszowie lokale „Życie jest piękne” i „Seta&Galareta”.
Był współorganizatorem spotkań, paneli dyskusyjnych, protestów, pikiet, manifestacji, imprez plenerowych z udziałem artystów muzycznych i kabaretowych (m.in. Oddział Zamknięty, Arek Kłusowski, kabaret „Chyba”, Janek Samołyk) na Podkarpaciu i w innych miejscach na terenie Polski. Wspierał protest nauczycieli na Podkarpaciu w 2019 roku.
W głosowaniu czytelników lokalnego portalu Nowiny24.pl zdobył pierwsze miejsce w Rzeszowie w konkursie na Osobowość Roku 2018 w kategorii samorządność i społeczność lokalna, tytułem nominacji było wieloletnie zaangażowanie w działalność społeczną i samorządową oraz wrażliwość na drugiego człowieka. Został członkiem Towarzystwa Dziennikarskiego.
W wyborach do Sejmu w 2019 roku kandydował z dziewiątego miejsca listy Koalicji Obywatelskiej w okręgu wyborczym nr 23 do Sejmu Rzeczypospolitej Polskiej. Oprócz lokalnego, uzyskał poparcie również m.in. prof. Andrzeja Rzeplińskiego, Władysława Frasyniuka, Ludwiki i Henryka Wujców, Jana Lityńskiego, Waltera Chełstowskiego czy Magdaleny Łazarkiewicz. Z wynikiem 2 212 głosów nie uzyskał mandatu.
23 listopada 2019 został wybrany przewodniczącym ogólnopolskich struktur Komitetu Obrony Demokracji. Pod koniec marca 2020 został redaktorem naczelnym dziennika „Super Nowości” wydawanego na Podkarpaciu.

### Życie rodzinne
Żonaty, ma dwóch synów: Jana i Kacpra.